# Ortneviks kyrka
Ortneviks kyrka (nynorska: Ortnevik kyrkje) är en församlingskyrka som tillhör Norska kyrkan i Høyangers kommun i Vestland fylke i västra Norge. Den ligger i byn Ortnevik på södra stranden av Sognefjorden. Den är en av de två kyrkorna för Bjordal og Ortneviks socken som är en del av Sunnfjords prosteri i Bjørgvins stift. Den röda träkyrkan byggdes 1925 som långkyrka och i drakstil efter ritningar av arkitekten Lars Norevik, som bodde i byn. Kyrkan har plats för cirka 292 personer.

## Historia
I hundratals år var församlingsmedlemmarna, som bodde i Ortnevik, tvungna att åka båt cirka 14 kilometer över Sognefjorden för att komma till sin församlingskyrka, Kyrkjebø kyrka. I början av 1920-talet gavs tillstånd att bygga ett annexkapell i Ortnevik för de boende i den sydöstra delen av kommunen. Kapellet ritades av Lars Norevik och huvudbyggare var Emil Geithus.
Bygget av det nya kapellet påbörjades under sommaren 1924. Under byggandet av tornet blåste en storm genom byn en natt och det delvis uppförda tornet blåste av kyrkan. Det hamnade på åkern på södra sidan av kyrkan och stod lodrätt i marken som om det var planterat där. Andra skador på byggnaden från stormen gjorde att färdigställandet av kyrkan sköts fram flera månader. Kapellet stod slutligen färdigt och invigdes 1925.
Det nya kapellet var en stor byggnad med plats för nästan 300 personer, långt fler än invånarna i byn. Vid tidpunkten för bygget trodde planerarna att området skulle vara utmärkt för befolkningstillväxt, även om det motsatta hände. Det hade status som annexkapell fram till 1 januari 1997 då det uppgraderades till  församlingskyrka. Samtidigt skapades den nya socknen/församlingen Bjordal og Ortnevik med Ortneviks kyrka och Bjordals kyrka som de två församlingskyrkorna. Detta innebar att alla människor på södra sidan av fjorden i Høyangers kommun nu fick sin egen socken.